# Oslavička
Oslavička (německy Klein Woslawitz) je obec v okrese Žďár nad Sázavou v Kraji Vysočina. Žije zde 132 obyvatel.
Sousedními obcemi sídla jsou Baliny, Oslavice, Vlčatín, Hodov, Rohy a Nový Telečkov.

## Historie
První písemná zmínka o obci pochází z roku 1360.

## Obyvatelstvo
| Rok            | 1869 | 1880 | 1890 | 1900 | 1910 | 1921 | 1930 | 1950 | 1961 | 1970 | 1980 | 1991 | 2001 | 2011 | 2021 |
| -------------- | ---- | ---- | ---- | ---- | ---- | ---- | ---- | ---- | ---- | ---- | ---- | ---- | ---- | ---- | ---- |
| Počet obyvatel | 114  | 139  | 150  | 153  | 162  | 178  | 171  | 121  | 131  | 142  | 120  | 104  | 94   | 104  | 137  |
| Počet domů     | 16   | 19   | 20   | 20   | 21   | 23   | 25   | 27   | 30   | 31   | 28   | 33   | 34   | 38   | 53   |

## Obecní správa a politika
V letech 1869–1950 Oslavička byla jako osada obce k Rudíkovu v okrese Velké Meziříčí. V letech 1961–1990 byla jako část obce k Novému Telečkovu v okrese Třebíč. Od 1. srpna 1990 je samostatnou obcí v okrese Třebíč (1990–2006) a později od 1. ledna 2007 v okrese Žďár nad Sázavou.

### Obecní symboly
Znak a vlajka byly obci uděleny rozhodnutím předsedy Poslanecké sněmovny Parlamentu České republiky dne 15. dubna 2010.

### Politika
V letech 2006–2010 působil jako starosta Bohuslav Kandrnál, mezi lety 2010–2014 tuto funkci zastával Dušan Koch, od roku 2014 je starostkou obce Ing. Markéta Šulová, Ph.D.

## Pamětihodnosti
- Stromořadí podél cesty vedoucí k Majerově hájence
- Starý dub U Dvora
- Pozůstatek panské tvrze Oslavička
- Pomníček Emilovi Mikyskovi a Janu Uhlířovi, partyzánům, kteří padli v bojích s nenáviděnými Němci[8]
- Zvonička Narození Panny Marie